# Wiregrass (região)

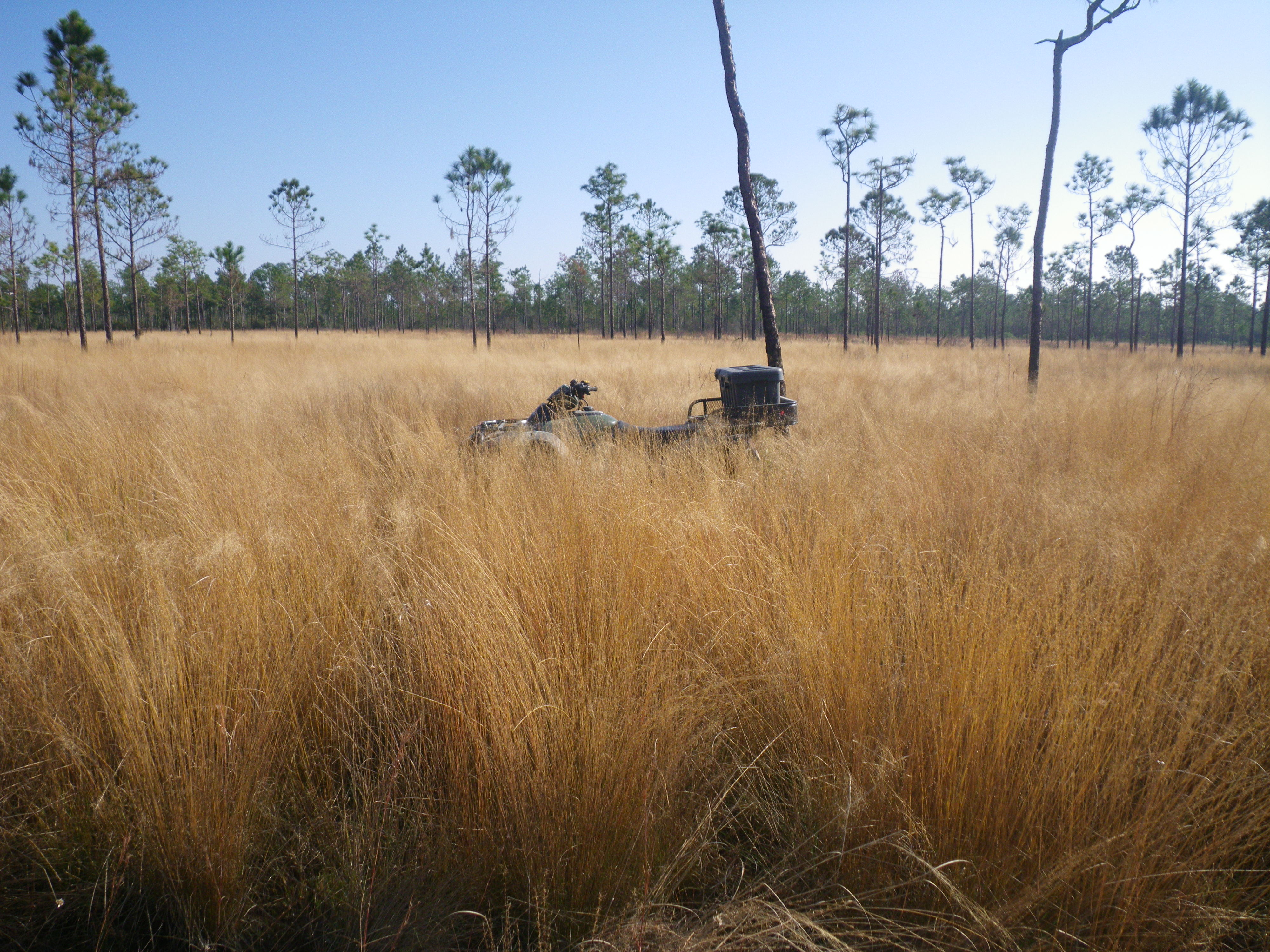
Campo de Aristida stricta

A Região do Wiregrass, também conhecia como as planícies do Wiregrass, é uma área no Sul dos Estados Unidos que abrange partes o sul da Geórgia, sudeste do Alabama e o Panhandle da Flórida. O nome da região se deve à espécie de grama nativa Aristida stricta, comumente chamada de wiregrass (tradução literal: grama de arame), devido à sua textura.

## Geografia
A região se estende desde Macon, Geórgia, e segue a Fall Line rumo ao oeste até Montgomery. Ali, muda de direção ao sul e segue aproximadamente até o condado de Washington, Flórida. Neste ponto, ruma ao leste, limitando-se ao longo do caminho com a Interstate 10 até Lake City, Flórida. A partir daqui, volta-se ao norte, rumando novamente a Macon, seguindo o rio Suwannee e o decorrer das margens do Pântano Okefenokee.

## Principais rodovias
As Interstates 10 e 75, parte da Interstate 65, e as estradas U.S Route 231 e 331 atravessam partes da região. A porção da U.S. Route 84 ao longo da Geórgia é conhecida como Wiregrass Georgia Parkway.

## Principais cidades
As principais cidades da região incluem: 
- Abbeville, Alabama
- Abbeville, Geórgia
- Albany, Geórgia
- Americus, Geórgia
- Bainbridge, Geórgia
- Baxley, Geórgia
- Cordele, Geórgia
- Daleville, Alabama
- Donalsonville, Geórgia
- Dothan, Alabama
- Douglas, Geórgia
- Enterprise, Alabama
- Eufaula, Alabama
- Fitzgerald, Geórgia
- Geneva, Alabama
- Homerville, Geórgia
- Jasper, Flórida
- Lake City, Flórida
- Live Oak, Flórida
- Luverne, Alabama
- Madison, Flórida
- Monticello, Flórida
- Marianna, Flórida
- Moutrie, Geórgia
- Nashville, Geórgia
- Ocilla, Geórgia
- Opp, Alabama
- Ozark, Alabama
- Panama City, Flórida
- Perry, Flórida
- Tallahassee, Flórida
- Thomasville, Geórgia
- Tifton, Geórgia
- Troy, Alabama
- Valdosta, Geórgia
- Waycross, Geórgia
- White Springs, Flórida

## Bases militares
A região inclui o Fort Rucker, posto do exército americano localizado no condado de Dale, Alabama. O posto é a principal base de treino de vôo para a United States Army Aviation Branch e é o lar do United States Army Aviation Center of Excellence (USAACE) e do Museu de Aviação do Exército Americano. Na região também se encontra a Moody Air Force Base, no condados de Lowndes e Lanier, Geórgia. 

## Hidrografia
A dois cursos d'água principais na região, que a bifurcam dividindo-a em três porções. O rio Chattahoochee e o rio Flint se juntam para formar o rio Apalachicola, que flui pelo sul de Bainbrige, Geórgia e Lake Seminole até o Golfo do México, em Apalachicola, Flórida. Outros cursos são o rio Little Coctawhatchee, o rio Choctawhatchee, e a Baía de Chohtawhatchee.

## Clima
Devido à sua proximidade ao Golfo do México, a região passa por altas temperaturas e muita humidade durante o verão, e possui invernos relativamente leves. A área é propensa a furacões e tempestades tropicais, tendo ali acontecido mais notoriamente o Furacão Michael, que causou grande impacto na área em outubro de 2018.

## Representações em outras mídias
A Harper's publicou um poema de Charles Ghigna, em setembro de 1974, descrevendo a região; é titulado "The Alabaa Wiregrassers."